# XXI Korpus Armijny (III Rzesza)

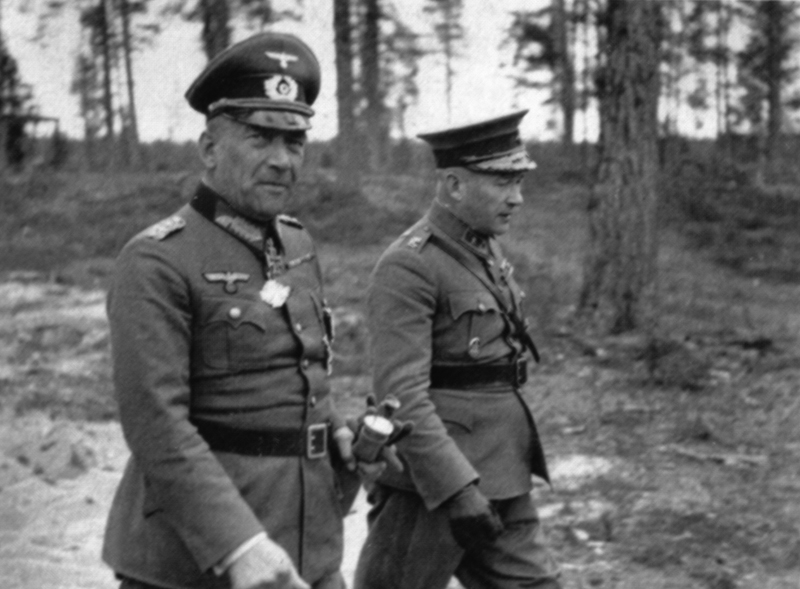
Dowódca XXI KA Nikolaus von Falkenhorst (po lewej) i fiński generał Hjalmar Siilasvuo

XXI Korpus Armijny, niem. XXI. Armeekorps – jeden z niemieckich korpusów armijnych, uczestnik agresji na Polskę. 
Utworzony w sierpniu 1939 roku w I Okręgu Wojskowym. W tym samym roku brał udział w agresji na Polskę w składzie 3 Armii z Grupa Armii Północ. Rozformowany w marcu 1940 roku (przekształcony w tzw. Grupę XXI), a 19 grudnia 1940 roku w Armię Norwegia.

## Dowództwo korpusu
Dowódca:
- gen. płk Nikolaus von Falkenhorst[3]

Szef sztabu:
- płk. Erich Buschenhagen[3]

## Struktura organizacyjna
Skład we wrześniu 1939 roku:
- 21 Dywizja Piechoty
- 228 Dywizja Piechoty
- I/10 pułku pancernego
- 1 batalion rozpoznawczy
- 463 batalion artylerii
- 463 oddział zaopatrzenia
- 11 odcinek graniczny
- 436 batalion łączności